# Park Sung-soo
Park Sung-soo (hangul 성수 박, ur. 19 maja 1970) – koreański łucznik. Dwukrotny medalista olimpijski z Seulu.
Zawody w 1988 były jego jedynymi igrzyskami olimpijskimi. W rywalizacji indywidualnej zajął drugie miejsce, wyprzedził go Amerykanin Jay Barrs. Wspólnie z kolegami zwyciężył w drużynie.